# Dead Snow 2 Red Vs Dead
Dead Snow: Red vs Dead (noruego: Død Snø 2) es una película noruega coescrita y dirigida por Tommy Wirkola, y una secuela de la película de 2009 Dead Snow. La película tuvo su estreno mundial en el Festival de Cine de Sundance el 19 de enero de 2014. La película también fue lanzado en Estados Unidos el 10 de octubre de 2014.

## Argumento
La película comienza continuando con los sucesos ocurridos en la primera parte, Martin (Vegar Hoel) el único sobreviviente de los jóvenes que estaban en la cabaña en la primera entrega, logra escapar de Herzog (Orjan Gamst) el líder de los zombis nazis. Desafortunadamente al tener que haber cortado su propio brazo en los sucesos de la primera película y como consecuencia del enfrentamiento con Herzog, Martin pierde mucha sangre y termina quedando inconsciente mientras huye en el auto.
Posteriormente, Martin se despierta en un hospital, donde un doctor le indica que por poco pierde su vida debido a la gravedad de sus heridas, también le acompaña un policía que le informa que es el principal sospechoso de la muerte de todos sus amigos quienes han sido hallados muertos en la cabaña en la montaña, después de esto, el doctor le informa alegremente que hubo éxito en la operación de reinserción de su brazo, momento en el que Martin confundido, observa su brazo y se da cuenta de que en realidad es el brazo de Herzog el que le han puesto, por lo que entra en pánico, además, el brazo de Herzog parece tener autonomía propia por lo que se libera con facilidad de las esposas que lo ataban a la cama, ataca al policía y asesina al doctor, finalmente con la ayuda de otro policía Martin es neutralizado con anestesia y se queda inconsciente nuevamente.
Martin despierta de nuevo, pero esta vez no solo está asegurado por un par de esposas sino que ahora tiene múltiples correas que lo ajustan a la cama del hospital, afuera del cuarto está el policía que Martin atacó pero este se encuentra dormido, en ese momento aparece Bobby un niño que se ha escabullido hasta el cuarto de Martin y que está tomándole fotos al brazo zombi de Martin, estos platican, Bobby le cuenta sobre un escuadrón zombi que está ubicado en Estados Unidos, y Martin le convence para que le libere prometiéndole un chocolate, cuando lo libera, el brazo de Herzog ataca al niño y lo lanza por la ventana, Martin se lanza detrás de él y trata de ayudarlo pero termina asesinándolo de una forma mucho peor, el policía se percata pero Martin lo asesina también lanzándole un logo de Mercedes Benz.
Posterior a esto, Martin logra comunicarse con el escuadrón zombi por medio del celular de Bobby y les cuenta la situación, estos le indican que llegarán pronto a Noruega. El escuadrón zombi formado por Daniel (Martin Starr), Mónica (Jocelyn Deboer) y Blake (Ingrid Haas), un grupo de nerds en el ático de una casa, discuten sobre la posibilidad de ir hasta Noruega, finalmente Daniel las convence de ir.
Mientras tanto Martin viaja en un auto robado hasta un museo de la Segunda Guerra Mundial en busca de información sobre como derrotar a Herzog, que ahora gracias a la información del escuadrón suicida, se sabe que está buscando algo perdido o cumpliendo una misión incompleta, al llegar al museo Martin le pide información a Glenn (Stig Frode) que es la persona encargada del museo, este lo ayuda después de que Martin lo amenazara, finalmente Martin encuentra la información y se da cuenta de que Herzog está buscando terminar una misión impuesta por Hitler y que jamás logró completar, también se da cuenta de que el museo está justo en el camino hacia el pueblo que Herzog tratará de destruir.
Martin y Glenn que están adentro del museo, logran observar como los zombis nazi asesinas a todos los visitantes que se encuentran afuera, pero logran salvarse al disfrazarse de soldados y aparentar ser estatuas, Herzog se lleva todo lo útil del museo incluido un tanque de guerra. Martin y Glenn salen del museo y Martin asesina a los visitantes ahora convertidos en zombis, también descubre que la mano de Herzog, que ahora el logra controlar con mayor facilidad, tiene la capacidad de revivir a los muertos, es acá cuando el escuadrón zombi llega al sitio, y después de una incomoda presentación, diseñan un plan para acabar con Herzog.
El plan consiste en que Monica, Blake y Glenn retrasarán la llegada de los zombis nazi al pueblo mientras Daniel y Martin van a revivir a una división del ejército soviético que yace enterrada y congelada con el fin de enfrentarse a Herzog en igualdad de condiciones. El primer grupo logra alcanzar a los zombis nazi después de que estos arrasaran fácilmente un puñado de casas asesinando a todos sus habitantes. Glenn en una actuación heroica, se enfrenta cara a cara con toda la división de zombis, cuando estos van a atacarlo, Glenn huye mientras Blake y Monica atacan a los zombis desde lejos lanzándoles granadas, finalmente los tres logran huir esquivando los disparos de proyectiles provenientes del tanque de guerra.
Mientras tanto Martin y Daniel se dirigen hasta el sitio en el que están enterrados los cuerpos de los soldados soviéticos, Martin logra convertirlos en zombis y estos se muestran fieles frente a él, después de esto todos se dirigen al pueblo para enfrentarse contra los zombis nazi.
Al llegar al pueblo, Herzog se encuentra con Martin y Daniel que le dicen que se vaya ya que todo el mundo fue evacuado, frente a la negativa de Herzog, Martin llama a los zombis soviéticos y estos se enfrentan en una batalla final contra los nazis. Pese a que la batalla se veía igualada, y que el líder de los zombis soviéticos estaba venciendo a Herzog, los zombis nazi logran remontar la pelea y asesinan al líder de los zombis soviéticos. Martin enfrenta a Herzog pero este lo supera fácilmente, mientras tanto Daniel logra conseguir el control del tanque asesinando a 3 zombis nazi, recibiendo una puñalada en el estómago como consecuencia. Mientras tanto, Blake Monica y Glenn se ven rodeados por los zombis nazi y uno de estos acaba con la vida de Glenn.
Para fortuna de Martin, quien se ve completamente derrotado por Herzog, Daniel logra salvarlo al atravesar la casa en la que se encontraban estos dos y llevárselos encima en el tanque, finalmente cuando Herzog está a punto de asesinar a Martin, Daniel logra apuntar el cañón del tanque y asesina a Herzog, salvando también a Monica y a Blake, ya que en este momento el resto de zombis nazi caen muertos al haber perdido a su líder. Al final de la película, Martin va al cementerio donde está Hannah, una joven que el sin querer asesinó en los sucesos de la primera parte, la revive y mantiene relaciones con ella en un auto.

## Reparto
- Vegar Hoel como Martin.
- Orjan Gamst como Standartenführer (Oberst) Herzog.
- Martin Starr como Daniel.
- Jocelyn DeBoer como Monica.
- Ingrid Haas como Blake.
- Stig Frode Henriksen como Glenn Kenneth.
- Hallvard Holmen como Gunga.
- Kristoffer Joner como Sidekick Zombi.
- Amrita Acharia como Reidun.
- Derek Mears como Stavarin.
- Bjarte Tjøstheim como Sacerdote.
- Christian Rubeck como Policía.
- Charlotte Frogner como Hanna.
- Jesper Sundnes como Doctor Nazi.
- Tage Guddingsmo como Zombi Navigator.
- David Skaufjord como Conductor de tanque Zombi.
- Daniel Berge Halvorsen como Major Stubbe.
- Guðmundur Ólafsson como Anciana.
- Ingar Helge Gimle como Doctor Brochman.
- Carl-Magnus Adner como Bobby.